# Pseudococcus sociabilis
Pseudococcus sociabilis är en insektsart som beskrevs av Hambleton 1935. Pseudococcus sociabilis ingår i släktet Pseudococcus och familjen ullsköldlöss. Inga underarter finns listade i Catalogue of Life.